# 弗洛伊德 (阿肯色州)
弗洛伊德（英語：Floyd）是位於美國阿肯色州懷特縣的一個非建制地區。該地的面積和人口皆未知。

## 地理
弗洛伊德的座標為35°11′29″N 91°58′03″W / 35.19139°N 91.96750°W，而該地的平均海拔高度為111米（即364英尺）。